# LJA/Vengadores
LJA/Vengadores (los números 2 y 4 se titulan Vengadores/LJA) es una serie limitada de cómics y un crossover publicado en formato de prestigio por DC Comics y Marvel Comics desde septiembre de 2003 hasta marzo de 2004. La serie fue escrita por Kurt Busiek, con arte de George Pérez. La serie presenta los equipos de superhéroes de las dos compañías, la Liga de la Justicia de América de DC Comics y Los Vengadores de Marvel.

## Historial de publicaciones
En 1979, DC y Marvel acordaron coeditar una serie cruzada que involucraría a los dos equipos, que sería escrita por Gerry Conway y dibujada por George Pérez. La trama del crossover original era una historia de viajes en el tiempo que involucraba a Kang el Conquistador de Marvel y Amo del Tiempo de DC. El escritor/editor Roy Thomas fue contratado para escribir el guion del libro basado en la trama de Conway, y aunque el trabajo en la serie había comenzado en 1981 (Pérez había escrito 21 páginas a lápiz a mediados de 1983) y su publicación estaba programada para mayo de 1983, Las disputas editoriales, supuestamente instigadas por el editor en jefe de Marvel, Jim Shooter, impidieron que se completara la historia. El fracaso de la publicación del libro JLA/Avengers también provocó la cancelación de una secuela planificada del número cruzado de 1982 The Uncanny X-Men and The New Teen Titans.
Se llegó a un acuerdo entre las dos compañías en 2002, con una nueva historia escrita por Kurt Busiek y dibujada por George Pérez. En un panel conjunto en WonderCon 2000, Busiek (entonces escritor del título de los Vengadores) y Mark Waid (entonces escritor del título de JLA) declararon que casi habían llegado a un acuerdo para comenzar el crossover dentro de las ediciones regulares de los respectivos títulos, pero las dos empresas no pudieron llegar a un acuerdo comercial. Sin embargo, cuando se aprobó la serie, Waid no estaba disponible debido a un compromiso exclusivo con la empresa CrossGen, y Busiek se convirtió en el único escritor del proyecto. Pérez también tenía un compromiso exclusivo con CrossGen, pero tenía una cláusula escrita en su contrato que le permitía hacer la serie si se aprobaba.
LJA/Vengadores está en canon para ambas compañías: el huevo cósmico apareció en Trinity de DC y el crossover en sí se describe en el Manual oficial del Universo Marvel. La serie fue reimpresa por DC Comics en 2004 como una edición de coleccionista de tapa dura de dos volúmenes (que incluía por primera vez las páginas originales de 1983 a lápiz de Pérez), y luego relanzada como libro de bolsillo comercial en noviembre de 2008. El libro en rústica comercial se reimprimió en 2022, con 64 páginas de contenido adicional, para ayudar a Pérez con los costos médicos de sus tratamientos contra el cáncer.

## Trama
Krona, un Oan exiliado, viaja a través del Multiverso y destruye universos en busca de la verdad de la creación. Cuando llega al Universo Marvel, el Gran Maestro —queriendo salvar su universo— les propone jugar un juego. Si Krona gana, el Gran Maestro lo llevará a Galactus, un ser en ese universo que ha sido testigo de la creación. Si pierde, Krona tiene que salvar el universo del Gran Maestro. Antes de elegir a los jugadores para participar en este juego, Krona exige intercambiar campeones, por lo que Los Vengadores (los adversarios de toda la vida del Gran Maestro) representarán a Krona y la Liga de la Justicia (del universo natal de Krona) luchará por el Gran Maestro. Esto significa que los Vengadores deben perder el juego para salvar su universo.
El Gran Maestro informa a la Liga de la Justicia que para salvar su universo, deben reunir 12 elementos de poder, seis de cada universo, mientras que su aliado Metron les dice a los Vengadores que deben hacer lo mismo para evitar que su mundo sea destruido. Los seis elementos del Universo DC son la Lanza del Destino; el Libro de la Eternidad; el Orbe de Ra; la Máscara de Medusa; la Campana, Jarra y Rueda de los Tres Demonios; y la Bateria de Poder Green Lantern de Kyle Rayner. Los seis elementos del Universo Marvel son el Nulificador Supremo; el mal de ojo de Avalon; la varita de Watoomb; el Cofre de los Antiguos Inviernos; el Cubo Cósmico; y el Guantelete del Infinito.
La Liga de la Justicia viaja al Universo Marvel y está consternada (especialmente Superman) por el fracaso de los Vengadores para mejorar la condición de su Tierra; por ejemplo, Flash (Wally West) se encuentra con un mutante de aspecto no humano que huye de una mafia antimutante y Flash lo protege de la mafia. Convencido de que Flash es miembro de los Acólitos de Magneto, la mafia también lo ataca. Flash también descubre que Speed Force (la fuente de sus poderes) no existe en este universo. Cuando los Vengadores visitan el Universo DC, se sorprenden con la arquitectura "futurista" de las ciudades de la Tierra y los honores que la Liga de la Justicia y otros héroes nativos reciben por sus hazañas. Como resultado, ellos (principalmente el Capitán América) se convencen de que la Liga de la Justicia son fascistas que exigen que los civiles los adoren como héroes.
Varios miembros de la Liga de la Justicia y los Vengadores viajan a través de los dos universos y luchan entre sí para recuperar los artefactos de poder. Una batalla final por el Cubo Cósmico tiene lugar en la Tierra Salvaje del Universo Marvel. Después de una batalla culminante de ida y vuelta, Quicksilver reclama el Cubo Cósmico. En ese momento, Krona y el Gran Maestro llegan a la escena, y este último observa y comenta que el marcador está empatado en 6-6. Batman y el Capitán América, quienes juntos investigaron la causa del concurso y descubrieron su verdadera naturaleza y lo que está en juego, llegan. El Capitán América arroja su escudo a propósito y golpea el Cubo de las manos de Quicksilver, lo que permite que Batman lo atrape. Con la confiscación del Cubo Cósmico por parte del Capitán América, el Gran Maestro ahora anuncia a la Liga de la Justicia como los vencedores, con un puntaje final de 7–5. Krona no está dispuesta a aceptar la derrota y ataca al Gran Maestro, robándole la identidad de Galactus. Luego convoca a Galactus e intenta extraer información sobre el origen del universo. El Gran Maestro usa el poder de los artefactos y fusiona ambos universos antes de que Krona pueda destrozar a Galactus.
La realidad se altera de tal manera que la Liga de la Justicia y los Vengadores ahora son aliados desde hace mucho tiempo, viajando regularmente entre mundos para luchar contra diversas amenazas. Además, los miembros de LJA muertos hace mucho tiempo, Flash (Barry Allen) y Linterna Verde (Hal Jordan) han reaparecido. Pero los universos son incompatibles entre sí y comienzan a destruirse a sí mismos y entre sí, con personas que cambian de mundo. Un efecto secundario de esto es que Superman y el Capitán América se vuelven paranoicos, irritables y de mal genio; sus emociones estallan hasta el punto en que se culpan mutuamente por todo lo que está sucediendo (esto se explica más tarde porque ambos héroes están demasiado sincronizados con sus universos nativos). La aparición de una Krona espectral ayuda a los héroes a recordar parte del concurso y descubren lo que está sucediendo en sus mundos. El Phantom Stranger parece llevar a los héroes al Gran Maestro.
Debilitado por el ataque de Krona, el Gran Maestro explica cómo unió los universos para encarcelar a Krona usando los 12 elementos, pero Krona está fusionando aún más los universos para destruirlos, con la esperanza de crear un nuevo Big Bang, que puede sobrevivir y finalmente aprender sus misterios. Antes de morir, el Gran Maestro les pide a los héroes reunidos que detengan a Krona y restablezcan el orden. Ante la insistencia del Capitán América, revela varios eventos que tuvieron lugar en los universos separados para mostrar a los héroes por qué tipo de mundos están luchando. Cada miembro del equipo es testigo de las tragedias que les han ocurrido en sus universos separados, como la muerte de Barry Allen, el descenso de Hal Jordan al mal y la pérdida de los hijos de Visión y Bruja Escarlata. Algunos de los héroes contemplan dejar los universos como están para evitar que sucedan las tragedias, pero Hal Jordan inspira a todos a trabajar por el bien de sus mundos.
Krona ha atrapado a los avatares universales de la Eternidad y Kismet ya que la realidad sigue cambiando. Ha descubierto que existe una sensibilidad en los universos y tiene la intención de forzar a sus espíritus a salir, dándole sus secretos. Ambos equipos de héroes reconcilian sus diferencias entre sí y hacen planes para detener a Krona. Al invadir la base interdimensional de Krona, el Capitán América lidera a todos los héroes que han sido miembros de la Liga de la Justicia o los Vengadores. El caos cronal en la base hace que una lista de héroes en constante cambio se enfrente a todos los villanos con los que los equipos han luchado alguna vez y los villanos han sido cautivados mentalmente por Krona. A pesar de que el caos y las fuerzas contra ellos (tanto de Krona como de los villanos convocados) hacen que los héroes caigan uno por uno en el camino, Krona finalmente es derrotado cuando Flash lo distrae lo suficiente para que Hawkeye para disparar una flecha explosiva a la máquina que usó para mantener ambos mundos fusionados, después de lo cual Flash toma los elementos de poder; ambos héroes se presumen muertos en la batalla. Luego, Krona es absorbido por el vórtice en formación.
Las Tierras se separan con la ayuda del Espectro (que en este momento es Hal Jordan, ahora restaurado a su estado actual) y los universos vuelven a sus estados normales. A medida que los héroes de ambos universos regresan a sus lugares apropiados, afirman que, ya sea que hagan demasiado o demasiado poco, siguen siendo héroes que siempre lucharán por el bien. Krona ha implosionado para formar un huevo cósmico, que se almacena en la JLA Watchtower; Metron afirma que cuando el huevo eclosione, Krona aprenderá los secretos de la creación de su universo al ser parte de él. Metron y el Gran Maestro recién resucitado discuten cómo Metron atrajo intencionalmente a Krona al Universo Marvel. El Gran Maestro dice que este es el primer juego que ha jugado en el que todos los lados ganaron (el Gran Maestro a través de la batalla entre los miembros de la Liga de la Justicia y los Vengadores, los héroes al salvar sus universos y Krona finalmente obteniendo las respuestas que él buscado).